# إريس وليمز
إريس وليمز (بالإنجليزية: Iris Williams) هي مغنية بريطانية، ولدت في 20 أبريل 1946 في ريديفلين ‏ في المملكة المتحدة.

## وصلات خارجية
- إريس وليمز على موقع ميوزك برينز (الإنجليزية)
- إريس وليمز على موقع ديسكوغز (الإنجليزية)